# موبي
موبي (بالإنجليزية: Moby)‏ (مواليد 11 سبتمبر 1965 في نيويورك، نيويورك، الولايات المتحدة) هو مغني أمريكي بدأ مسيرته الفنية عام 1982. وهو أيضا كاتب غنائي وموسيقي ومغن مؤلف.

## المسيرة الفنية
اشتهر موبي سنة 1999 بعد ان حصل البومه الخامس ( play) على رخصة لتضمينها في الافلام والاعلانات والبرامج الاعلامية والاذاعية ..فاصبح لكل أغنية فيه شهرة كبيرة وظل هذا الالبوم الاعلى مبيعا لموبي (12 مليون نسخة مباعة)

## روابط خارجية
- موبي على موقع IMDb (الإنجليزية)
- موبي على موقع روتن توميتوز (الإنجليزية)
- موبي على موقع ألو سيني (الفرنسية)
- موبي على موقع ميوزك برينز (الإنجليزية)
- موبي على موقع ميوزك برينز (الإنجليزية)
- موبي على موقع رولينغ ستون (الإنجليزية)
- موبي على موقع إن إن دي بي (الإنجليزية)
- موبي على موقع أول ميوزيك (الإنجليزية)
- موبي على موقع ديسكوغز (الإنجليزية)
- موبي على موقع ديسكوغز (الإنجليزية)
- موبي على موقع ديسكوغز (الإنجليزية)